# Löpning 200 meter
200 meter är efter 100 meter den kortaste slätlöpardistansen vid friidrottstävlingar utomhus. För att ett resultat på 200 meter skall räknas som rekord måste loppet ha genomförts i högst 2,0 m/s medvind. Vidare måste löparen genomföra ett dopningstest med negativt resultat och inlämna målfoto till godkännande förbund.
200 meter löps vid internationella tävlingar som OS, VM och EM i friidrott, lokala tävlingar som SM och Finnkampen samt galor som DN-galan och Diamond League. Varje separat tävling har sina egna rekord.

## Historia

### Herrar
Världsrekordnoteringar har bland herrarna varit ytterligt ovanliga i modern tid. Italienaren Pietro Mennea noterade på hög höjd i Mexico City 19,72 sekunder 1979. Denna tid stod sig ända fram till 1996 då Michael Johnson först noterade 19,66 i Atlanta och som han senare förbättrade i OS i samma stad till 19,32.
I sammanhanget bör det nämnas att världsrekordet "slarvades bort" vid två tillfällen mellan 1979 och 1996. Carl Lewis vann de amerikanska VM-uttagningarna 1983 i Indianapolis på tiden 19,75 (den då bästa tiden noterad på låglandsbana). Lewis sprang dock de sista 15 meterna med armarna sträckta uppåt i en långdragen segergest, vilket enligt experter på plats förhindrade honom från att springa på 19,60–19,65 som annars varit fallet. År 1992 sprang Mike Marsh på 19,73 i OS-semifinalen avstannande, vilket tydligt senarelade målgången.
Förste man under 20 sekunder på distansen var John Carlos från USA som noterade 19,92 på hög höjd i Echo Summit i Kalifornien 12 september 1968. Senare samma år (16 oktober) blev Carlos landsman Tommie Smith förste man under 19,9 då han vann OS i Mexiko på 19,83, även det på hög höjd. Sedan blev Pietro Mennea förste man under 19,8 (19,72) i Mexico City 12 september 1979 och Michael Johnson förste man under 19,7 (19,66) i Atlanta 23 juni 1996. I OS 1996 tog sedan Johnson rekordet till en helt ny nivå då han krossade sitt eget världsrekord i finalen 1 augusti med 19,32. Rekordet ansågs oslagbart fram till OS 2008 då 21-årige Usain Bolt vann finalen på 19,30 - i 0,9 m/s motvind!
Grenen har dominerats av amerikaner (Carl Lewis, Michael Johnson, Mike Marsh, Shawn Crawford och Tyson Gay) den senaste 25-årsperioden. Främste utmanare har varit namibiern Frankie Fredericks, Konstantinos Kenteris samt Ato Boldon. Norden har skördat vissa framgångar inom Europa.  Från Sverige märks på senare år Johan Wissman och från Norge Geir Moen. Annars har brittiska löpare varit ledande.

### Damer
Första kvinna under 22 sekunder var östtyskan Marita Koch som noterade 21,71 i Karl-Marx-Stadt (nuvarande Chemnitz) 10 juni 1979. Denna tid tangerade hon i Potsdam 21 juli 1984. Landsmaninnan Heike Drechsler tangerade sedan detta världsrekord vid två tillfällen 1986; 29 juni i Jena och 29 augusti vid EM i Stuttgart. USA:s Florence Griffith-Joyner blev sedan först under 21,6 med sin semifinaltid i OS i Seoul 1988, 21,56, 29 september. I finalen senare samma dag levererade amerikanskan ännu gällande världsrekord då hon sprang i mål på 21,34.
Grenen har inte haft någon dominant på senare år. Östtyskorna dominerade på 1970-talet och början av 1980-talet. Sedan kom Griffith-Joyner och tog grenen till en ny, och senare ej upprepad, nivå. Därefter har distansens främsta varit Merlene Ottey, Marion Jones, Inger Miller med flera.

## Rekord, damer
| Område                             | Resultat | Löpare                   | Land                | Stad, datum              |
| ---------------------------------- | -------- | ------------------------ | ------------------- | ------------------------ |
| Världsrekord                       | 21,34    | Florence Griffith-Joyner | USA                 | Seoul 29 september 1988  |
| Afrika                             | 21,81    | Christine Mboma          | Namibia             | Tokyo 3 augusti 2021     |
| Asien                              | 22,01    | Xuemei Li                | Folkrepubliken Kina | Shanghai 22 oktober 1997 |
| Europa                             | 21,63    | Dafne Schippers          | Nederländerna       | Peking 28 augusti 2015   |
| Nord-, Centralamerika och Karibien | 21,34    | Florence Griffith-Joyner | USA                 | Seoul 29 september 1988  |
| Oceanien                           | 22,23    | Melinda Gainsford-Taylor | Australien          | Stuttgart 13 juli 1997   |
| Sydamerika                         | 22,48    | Ana Claudia Lemos        | Brasilien           | São Paulo 6 augusti 2011 |

### Mästerskapsrekord
| Tävling          | Resultat | Löpare                   | Land        | Stad, datum               |
| ---------------- | -------- | ------------------------ | ----------- | ------------------------- |
| Olympiskt rekord | 21,34    | Florence Griffith-Joyner | USA         | Seoul 29 september 1988   |
| VM-rekord        | 21,41    | Shericka Jackson         | Jamaica     | Budapest 25 augusti 2023  |
| EM-rekord        | 21,71    | Heike Drechsler          | Östtyskland | Stuttgart 29 augusti 1986 |

## Rekord, herrar
| Område                             | Resultat | Löpare             | Land                                                 | Stad, datum                   |
| ---------------------------------- | -------- | ------------------ | ---------------------------------------------------- | ----------------------------- |
| Världsrekord                       | 19,19    | Usain Bolt         | Jamaica                                              | Berlin 20 augusti 2009        |
| Afrika                             | 19,68    | Frankie Fredericks | Namibia                                              | Atlanta 1 augusti 1996        |
| Asien                              | 19,88    | Xie Zhenye         | Kina                                                 | London 21 juli 2019           |
| Europa                             | 19,72    | Pietro Mennea      | Italien                                              | Mexico City 12 september 1979 |
| Nord-, Centralamerika och Karibien | 19,19    | Usain Bolt         | Jamaica                                              | Berlin 20 augusti 2009        |
| Oceanien                           | 20,06    | Peter Norman       | Australien                                           | Mexico City 16 oktober 1968   |
| Sydamerika                         | 19,81    | Alonso Edward      | Panama Räknas till Sydamerika i friidrottssammanhang | Berlin 20 augusti 2009        |

Notera att europarekordet är noterat på hög höjd. Bäst på låglandsbana är Konstantinos Kenteris, Grekland, med 19,85 (2002). Francis Obikwelu, Portugal, noterade 1999 19,84 men tävlade då för Nigeria.

### Mästerskapsrekord
| Tävling          | Resultat | Löpare        | Land    | Stad, datum            |
| ---------------- | -------- | ------------- | ------- | ---------------------- |
| VM-rekord        | 19,19    | Usain Bolt    | Jamaica | Berlin 20 augusti 2009 |
| Olympiskt rekord | 19,30    | Usain Bolt    | Jamaica | Peking 20 augusti 2008 |
| EM-rekord        | 19,76    | Ramil Gulijev | Turkiet | Berlin 9 augusti 2018  |

## Olympiska spel, sedan 1980
| OS                  | OS     | Guld | Guld                | Silver                         | Silver     | Brons                     | Brons      |
| ------------------- | ------ | --- | ------------------- | ------------------------------ | ---------- | ------------------------- | ---------- |
| Moskva 1980         | Damer  | Bärbel Wöckel (DDR) | 22,03               | Natalja Botjina (CCCP)         | 22,19      | Merlene Ottey (JAM)       | 22,20      |
| Moskva 1980         | Herrar | Pietro Mennea (ITA) | 20,19               | Allan Wells (GBR)              | 20,21      | Don Quarrie (JAM)         | 20,29      |
|                     |        | |                     |                                |            |                           |            |
| Los Angeles 1984    | Damer  | Valerie Brisco-Hooks (USA) | 21,81               | Florence Griffith-Joyner (USA) | 22,04      | Merlene Ottey (JAM)       | 22,09      |
| Los Angeles 1984    | Herrar | Carl Lewis (USA) | 19,80               | Kirk Baptiste (USA)            | 19,96      | Thomas Jefferson (USA)    | 20,26      |
|                     |        | |                     |                                |            |                           |            |
| Seoul 1988          | Damer  | Florence Griffith-Joyner (USA) | 21,34 (VR)          | Grace Jackson (JAM)            | 21,72      | Heike Drechsler (DDR)     | 21,95      |
| Seoul 1988          | Herrar | Joe DeLoach (USA) | 19,75 (MR, tan. NR) | Carl Lewis (USA)               | 19,79      | Robson da Silva (BRA)     | 20,04      |
|                     |        | |                     |                                |            |                           |            |
| Barcelona 1992      | Damer  | Gwen Torrence (USA) | 21,81               | Juliet Cuthbert (JAM)          | 22,02      | Merlene Ottey (JAM)       | 22,09      |
| Barcelona 1992      | Herrar | Mike Marsh (USA) | 20,01               | Frankie Fredericks (NAM)       | 20,13      | Michael Bates (USA)       | 20,38      |
| Barcelona 1992      | Herrar | * Mike Marsh noterade MR i semifinalen med 19,73                                                                                           |                     |                                |            |                           |            |
|                     |        | |                     |                                |            |                           |            |
| Atlanta 1996        | Damer  | Marie-José Pérec (FRA) | 22,12               | Merlene Ottey (JAM)            | 22,24      | Mary Onyali (NIG)         | 22,38      |
| Atlanta 1996        | Herrar | Michael Johnson (USA) | 19,32 (VR)          | Frankie Fredericks (NAM)       | 19,68 (AR) | Ato Boldon (TTO)          | 19,80 (NR) |
|                     |        | |                     |                                |            |                           |            |
| Sydney 2000         | Damer  | Pauline Davis-Thompson (BAH) | 22,27               | Susanthika Jayasinghe (SRI)    | 22,28      | Beverly McDonald (JAM)    | 22,35      |
| Sydney 2000         | Damer  | * Marion Jones (USA) vann loppet på 21,84 men diskvalificerades p.g.a. dopning                                                             |                     |                                |            |                           |            |
| Sydney 2000         | Herrar | Konstantinos Kenteris (GRE) | 20,09               | Darren Campbell (GBR)          | 20,14      | Ato Boldon (TTO)          | 20,20      |
|                     |        | |                     |                                |            |                           |            |
| Aten 2004           | Damer  | Veronica Campbell (JAM) | 22,05               | Allyson Felix (USA)            | 22,18      | Debbie Ferguson (BAH)     | 22,30      |
| Aten 2004           | Herrar | Shawn Crawford (USA) | 19,79               | Bernard Williams (USA)         | 20,01      | Justin Gatlin (USA)       | 20,03      |
|                     |        | |                     |                                |            |                           |            |
| Peking 2008         | Damer  | Veronica Campbell-Brown (JAM) | 21,74               | Allyson Felix (USA)            | 21,93      | Kerron Stewart (JAM)      | 22,00      |
| Peking 2008         | Herrar | Usain Bolt (JAM) | 19,30 (VR)          | Shawn Crawford (USA)           | 19,96      | Walter Dix (USA)          | 19,98      |
| Peking 2008         | Herrar | * Churandy Martina, AN (19,82) och Wallace Spearmon, USA (19,95) diskvalificerades efter att ha löpt in på respektive innanförvarande bana |                     |                                |            |                           |            |
|                     |        | |                     |                                |            |                           |            |
| London 2012         | Damer  | Allyson Felix (USA) | 21,88               | Shelly-Ann Fraser-Pryce (JAM)  | 22,09 (PB) | Carmelita Jeter (USA)     | 22,14      |
| London 2012         | Herrar | Usain Bolt (JAM) | 19,32               | Yohan Blake (JAM)              | 19,44      | Warren Weir (JAM)         | 19,84 (PB) |
|                     |        | |                     |                                |            |                           |            |
| Rio de Janeiro 2016 | Damer  | Elaine Thompson (JAM) | 21,78               | Dafne Schippers (NED)          | 21,88      | Tori Bowie (USA)          | 22,15      |
| Rio de Janeiro 2016 | Herrar | Usain Bolt (JAM) | 19,78               | Andre De Grasse (CAN)          | 20,02      | Christophe Lemaitre (FRA) | 20,12      |
|                     |        | |                     |                                |            |                           |            |
| Tokyo 2020          | Damer  | Elaine Thompson-Herah (JAM) | 21,53 0NR0          | Christine Mboma (NAM)          | 21,81 0AR0 | Gabrielle Thomas (USA)    | 21,87      |
| Tokyo 2020          | Herrar | Andre De Grasse (CAN) | 19,62 0NR0          | Kenneth Bednarek (USA)         | 19,68 0PB0 | Noah Lyles (USA)          | 19,74      |

## Världsmästerskap
| VM               | VM     | Guld | Guld               | Silver                         | Silver      | Brons                                       | Brons      |
| ---------------- | ------ | --- | ------------------ | ------------------------------ | ----------- | ------------------------------------------- | ---------- |
| Helsingfors 1983 | Damer  | Marita Koch (DDR) | 22,13              | Merlene Ottey (JAM)            | 22,19       | Kathy Smallwood-Cook (GBR)                  | 22,37      |
| Helsingfors 1983 | Herrar | Calvin Smith (USA)                                                                                                   | 20,14              | Elliot Quow (USA)              | 20,41       | Pietro Mennea (ITA)                         | 20,51      |
|                  |        | |                    |                                |             |                                             |            |
| Rom 1987         | Damer  | Silke Gladisch (DDR)                                                                                                 | 21,74 (MR)         | Florence Griffith-Joyner (USA) | 21,96       | Merlene Ottey (JAM)                         | 22,06      |
| Rom 1987         | Herrar | Calvin Smith (USA)                                                                                                   | 20,16              | Gilles Queneherve (FRA)        | 20,16       | John Regis (GBR)                            | 20,18      |
|                  |        | |                    |                                |             |                                             |            |
| Tokyo 1991       | Damer  | Katrin Krabbe (GER)                                                                                                  | 22,09              | Gwen Torrence (USA)            | 22,16       | Merlene Ottey (JAM)                         | 22,21      |
| Tokyo 1991       | Herrar | Michael Johnson (USA)                                                                                                | 20,01 (MR)         | Frankie Fredericks (NAM)       | 20,34       | Atlee Mahorn (CAN)                          | 20,49      |
|                  |        | |                    |                                |             |                                             |            |
| Stuttgart 1993   | Damer  | Merlene Ottey (JAM)                                                                                                  | 21,98              | Gwen Torrence (USA)            | 22,00       | Irina Privalova (RUS)                       | 22,13      |
| Stuttgart 1993   | Herrar | Frankie Fredericks (NAM)                                                                                             | 19,85 (MR, AR)     | John Regis (GBR)               | 19,94       | Carl Lewis (USA)                            | 19,99      |
|                  |        | |                    |                                |             |                                             |            |
| Göteborg 1995    | Damer  | Merlene Ottey (JAM)                                                                                                  | 22,12              | Irina Privalova (RUS)          | 22,12       | Galina Maltjugina (RUS)                     | 22,37      |
| Göteborg 1995    | Damer  | * Gwen Torrence var först över mållinjen med tiden 21,77 men diskvalificerades då hon hade löpt på innanvarande bana |                    |                                |             |                                             |            |
| Göteborg 1995    | Herrar | Michael Johnson (USA)                                                                                                | 19,79 (MR)         | Frankie Fredericks (NAM)       | 20,12       | Jeff Williams (USA)                         | 20,18      |
|                  |        | |                    |                                |             |                                             |            |
| Aten 1997        | Damer  | Zhanna Pintusevitj (UKR)                                                                                             | 22,32              | Susanthika Jayasinghe (SRI)    | 22,39       | Merlene Ottey (JAM)                         | 22,40      |
| Aten 1997        | Herrar | Ato Boldon (TTO) | 20,04              | Frankie Fredericks (NAM)       | 20,23       | Claudinei da Silva (BRA)                    | 20,26      |
|                  |        | |                    |                                |             |                                             |            |
| Sevilla 1999     | Damer  | Inger Miller (USA)                                                                                                   | 21,77 (PB)         | Beverly McDonald (JAM)         | 22,22       | Merlene Frazer (JAM) · Andrea Philipp (GER) | 22,26      |
| Sevilla 1999     | Herrar | Maurice Greene (USA)                                                                                                 | 19,90              | Claudinei da Silva (BRA)       | 20,00       | Francis Obikwelu (NIG)                      | 20,11      |
|                  |        | |                    |                                |             |                                             |            |
| Edmonton 2001    | Damer  | Marion Jones (USA)                                                                                                   | 22,39              | Debbie Ferguson (BAH)          | 22,52       | LaTasha Jenkins (USA)                       | 22,85      |
| Edmonton 2001    | Herrar | Konstantinos Kenteris (GRE)                                                                                          | 20,04              | Christopher Williams (JAM)     | 20,20       | Shawn Crawford (USA)                        | 20,30      |
|                  |        | |                    |                                |             |                                             |            |
| Paris 2003       | Damer  | Anastasija Kapatjinskaja (RUS)                                                                                       | 22,38              | Torri Edwards (USA)            | 22,47       | Muriel Hurtis (FRA)                         | 22,59      |
| Paris 2003       | Herrar | John Capel (USA) | 20,30              | Darvis Patton (USA)            | 20,31       | Shingo Suetsugu (JPN)                       | 20,38      |
|                  |        | |                    |                                |             |                                             |            |
| Helsingfors 2005 | Damer  | Allyson Felix (USA)                                                                                                  | 22,16              | Rachelle Boone-Smith (USA)     | 22,31       | Christine Arron (FRA)                       | 22,31      |
| Helsingfors 2005 | Herrar | Justin Gatlin (USA)                                                                                                  | 20,04              | Wallace Spearmon (USA)         | 20,20       | John Capel (USA)                            | 20,31      |
|                  |        | |                    |                                |             |                                             |            |
| Osaka 2007       | Damer  | Allyson Felix (USA)                                                                                                  | 21,81 (PB)         | Veronica Campbell (JAM)        | 22,34       | Susanthika Jayasinghe (SRI)                 | 22,63      |
| Osaka 2007       | Herrar | Tyson Gay (USA) | 19,76 (MR)         | Usain Bolt (JAM)               | 19,91       | Wallace Spearmon (USA)                      | 20,05      |
|                  |        | |                    |                                |             |                                             |            |
| Berlin 2009      | Damer  | Allyson Felix (USA)                                                                                                  | 22,02              | Veronica Campbell-Brown (JAM)  | 22,35       | Debbie Ferguson-McKenzie (BAH)              | 22,41      |
| Berlin 2009      | Herrar | Usain Bolt (JAM) | 19,19 (VR)         | Alonso Edward (PAN)            | 19,81 (SAR) | Wallace Spearmon (USA)                      | 19,85      |
|                  |        | |                    |                                |             |                                             |            |
| Daegu 2011       | Damer  | Veronica Campbell-Brown (JAM)                                                                                        | 22,22              | Carmelita Jeter (USA)          | 22,37       | Allyson Felix (USA)                         | 22,42      |
| Daegu 2011       | Herrar | Usain Bolt (JAM) | 19,40              | Walter Dix (USA)               | 19,70       | Christophe Lemaitre (FRA)                   | 19,80 (NR) |
|                  |        | |                    |                                |             |                                             |            |
| Moskva 2013      | Damer  | Shelly-Ann Fraser-Pryce (JAM)                                                                                        | 22,17              | Murielle Ahouré (CIV)          | 22,32       | Blessing Okagbare (NGR)                     | 22,32      |
| Moskva 2013      | Herrar | Usain Bolt (JAM) | 19,66              | Warren Weir (JAM)              | 19,79       | Curtis Mitchell (USA)                       | 20,04      |
|                  |        | |                    |                                |             |                                             |            |
| Peking 2015      | Damer  | Dafne Schippers (NED)                                                                                                | 21,63 (WL, CR, ER) | Elaine Thompson (JAM)          | 21,66 (PB)  | Veronica Campbell-Brown (JAM)               | 21,97 (SB) |
| Peking 2015      | Herrar | Usain Bolt (JAM) | 19,55 (WL)         | Justin Gatlin (USA)            | 19,74       | Anaso Jobodwana (RSA)                       | 19,87 (NR) |
|                  |        | |                    |                                |             |                                             |            |
| London 2017      | Damer  | Dafne Schippers (NED)                                                                                                | 22,05              | Marie-Josée Ta Lou (CIV)       | 22,08 0NR0  | Shaunae Miller-Uibo (BAH)                   | 22,15      |
| London 2017      | Herrar | Ramil Gulijev (TUR)                                                                                                  | 20,09              | Wayde van Niekerk (RSA)        | 20,11       | Jereem Richards (TTO)                       | 20,11      |
|                  |        | |                    |                                |             |                                             |            |
| Doha 2019        | Damer  | Dina Asher-Smith (GBR)                                                                                               | 21,88 0NR0         | Brittany Brown (USA)           | 22,22 0PB0  | Mujinga Kambundji (SUI)                     | 22,51      |
| Doha 2019        | Herrar | Noah Lyles (USA) | 19,83              | Andre De Grasse (CAN)          | 19,95       | Álex Quiñónez (ECU)                         | 19,98      |
|                  |        | |                    |                                |             |                                             |            |
| Eugene 2022      | Damer  | Shericka Jackson (JAM)                                                                                               | 21,45 0MR0         | Shelly-Ann Fraser-Pryce (JAM)  | 21,81       | Dina Asher-Smith (GBR)                      | 22,02      |
| Eugene 2022      | Herrar | Noah Lyles (USA) | 19,31 0NR0         | Kenneth Bednarek (USA)         | 19,77       | Erriyon Knighton (USA)                      | 19,80      |

## Personbästa under 20 sekunder
| Pl. | Resultat | Löpare                   | Land                    | Stad, datum                       | Anmärkning            |
| --- | -------- | ------------------------ | ----------------------- | --------------------------------- | --------------------- |
| 1   | 19,19    | Usain Bolt               | Jamaica                 | Berlin 20 augusti 2009            | Världsrekord          |
| 2   | 19,26    | Yohan Blake              | Jamaica                 | Bryssel 16 september 2011         |                       |
| 3   | 19,31    | Noah Lyles               | USA                     | Eugene 21 juli 2022               | Nationsrekord         |
| 4   | 19,32    | Michael Johnson          | USA                     | Atlanta 1 augusti 1996            |                       |
| 5   | 19,49    | Erriyon Knighton         | USA                     | Baton Rouge 30 april 2022         |                       |
| 6   | 19,53    | Walter Dix               | USA                     | Bryssel 16 september 2011         |                       |
| 7   | 19,57    | Justin Gatlin            | USA                     | Eugene 28 juni 2015               |                       |
| 8   | 19,58    | Tyson Gay                | USA                     | New York 30 maj 2009              |                       |
| 9   | 19,62    | Andre De Grasse          | Kanada                  | Tokyo 4 augusti 2021              |                       |
| 10  | 19,63    | Xavier Carter            | USA                     | Lausanne 11 juli 2006             |                       |
| =   | 19,63    | Reynier Mena             | Kuba                    | La Chaux-de-Fonds 3 juli 2022     | Nationsrekord         |
| 12  | 19,65    | Wallace Spearmon         | USA                     | Daegu 28 september 2006           |                       |
| 13  | 19,68    | Frankie Fredericks       | Namibia                 | Atlanta 1 augusti 1996            | Afrikanskt rekord     |
| =   | 19,68    | Kenneth Bednarek         | USA                     | Tokyo 4 augusti 2021              |                       |
| 15  | 19,69    | Clarence Munyai          | Sydafrika               | Pretoria 16 mars 2018             |                       |
| 16  | 19,70    | Michael Norman           | USA                     | Rom 6 juni 2019                   |                       |
| 17  | 19,72A   | Pietro Mennea            | Italien                 | Mexico City 12 september 1979     | Europarekord          |
| 18  | 19,73    | Michael Marsh            | USA                     | Barcelona 5 augusti 1992          |                       |
| =   | 19,73    | Divine Oduduru           | Nigeria                 | Austin 7 juni 2019                | Nationsrekord         |
| 20  | 19,74    | LaShawn Merritt          | USA                     | Eugene 8 juli 2016                |                       |
| 21  | 19,75    | Carl Lewis               | USA                     | Indianapolis 19 juni 1983         |                       |
| =   | 19,75    | Joe DeLoach              | USA                     | Seoul 28 september 1988           |                       |
| =   | 19,75    | Steven Gardiner          | Bahamas                 | Coral Gables 7 april 2018         | Nationsrekord         |
| 24  | 19,76    | Ramil Gulijev            | Turkiet                 | Berlin 9 augusti 2018             | Nationsrekord         |
| =   | 19,76    | Fred Kerley              | USA                     | Nairobi 18 september 2021         |                       |
| 26  | 19,77    | Ato Boldon               | Trinidad och Tobago     | Stuttgart 13 juli 1997            | Nationsrekord         |
| =   | 19,77    | Isaac Makwala            | Botswana                | Madrid 14 juli 2017               | Nationsrekord         |
| 28  | 19,79    | Shawn Crawford           | USA                     | Aten 26 augusti 2004              |                       |
| =   | 19,79    | Warren Weir              | Jamaica                 | Kingston 23 juni 2013             |                       |
| 30  | 19,80    | Christophe Lemaitre      | Frankrike               | Daegu 3 september 2011            | Nationsrekord         |
| =   | 19,80    | Rasheed Dwyer            | Jamaica                 | Toronto 23 juli 2015              |                       |
| 32  | 19,81    | Alonso Edward            | Panama                  | Berlin 20 augusti 2009            | Sydamerikanskt rekord |
| =   | 19,81    | Churandy Martina         | Nederländerna           | Lausanne 25 augusti 2016          | Nationsrekord         |
| =   | 19,81    | Akeem Bloomfield         | Jamaica                 | London 22 juli 2018               |                       |
| =   | 19,81    | Terrance Laird           | USA                     | Austin 27 mars 2021               |                       |
| 36  | 19,82    | Luxolo Adams             | Sydafrika               | Paris 18 juni 2022                |                       |
| 37  | 19,83A   | Tommie Smith             | USA                     | Mexico City 16 oktober 1968       |                       |
| =   | 19,83    | Joseph Fahnbulleh        | Liberia                 | Eugene 10 juni 2022               |                       |
| =   | 19,97    | Jereem Richards          | Trinidad och Tobago     | Port-of-Spain 26 juni 2022        |                       |
| 40  | 19,84    | Francis Obikwelu         | Nigeria                 | Sevilla 25 augusti 1999           |                       |
| =   | 19,84    | Wayde van Niekerk        | Sydafrika               | Kingston 10 juni 2017             | Nationsrekord         |
| 42  | 19,85    | John Capel               | USA                     | Sacramento 23 juli 2000           |                       |
| =   | 19,85    | Konstantinos Kenteris    | Grekland                | München 9 augusti 2002            | Nationsrekord         |
| =   | 19,85    | Nickel Ashmeade          | Jamaica                 | Lausanne 23 augusti 2012          |                       |
| =   | 19,85    | Ameer Webb               | USA                     | Doha 6 maj 2016                   |                       |
| =   | 19,85    | Christian Coleman        | USA                     | Lexington, Kentucky 27 maj 2017   |                       |
| 47  | 19,86A   | Donald Quarrie           | Jamaica                 | Cali 3 augusti 1971               |                       |
| =   | 19,86    | Maurice Greene           | USA                     | Stockholm 7 juli 1997             |                       |
| =   | 19,86    | Jason Young              | Jamaica                 | Luzern 17 juli 2012               |                       |
| =   | 19,86    | Isiah Young              | USA                     | Des Moines 23 juni 2013           |                       |
| 51  | 19,87    | Lorenzo Daniel           | USA                     | Eugene 3 juni 1988                |                       |
| =   | 19,87A   | John Regis               | Storbritannien          | Sestriere 31 juli 1994            | Nationsrekord         |
| =   | 19,87    | Jeff Williams            | USA                     | Fresno 13 april 1996              |                       |
| =   | 19,87    | Anaso Jobodwana          | Sydafrika               | Beijing 23 augusti 2015           |                       |
| =   | 19,87    | Alex Quinonez            | Ecuador                 | Lausanne 5 juli 2019              |                       |
| 56  | 19,88    | Floyd Heard              | USA                     | Sacramento 23 juli 2000           |                       |
| =   | 19,88    | Joshua J. Johnson        | USA                     | Bryssel 24 augusti 2001           |                       |
| =   | 19,88    | Miguel Francis           | Antigua och Barbuda     | Kingston 11 juni 2016             | Nationsrekord         |
| =   | 19,88    | Xie Zhenye               | Kina                    | London 21 juli 2019               | Nationsrekord         |
| 60  | 19,89    | Claudinei da Silva       | Brasilien               | München 11 september 1999         | Nationsrekord         |
| =   | 19,89    | Jaysuma Saidy Ndure      | Norge                   | Stuttgart 23 september 2007       | Nordiskt rekord       |
| =   | 19,89    | Noa Bibi                 | Mauritius               | Albi 10 juli 2022                 | Nationsrekord         |
| 63  | 19,90    | Asafa Powell             | Jamaica                 | Kingston 25 juni 2006             |                       |
| 64  | 19,91    | Alexander Ogando         | Dominikanska republiken | Eugene 19 juli 2022               |                       |
| 65  | 19,92A   | John Carlos              | USA                     | Echo Summit 12 september 1968     |                       |
| =   | 19,92    | Matthew Boling           | USA                     | Atlanta 23 april 2022             |                       |
| 67  | 19,93    | Cravon Gillespie         | USA                     | Austin 7 juni 2019                |                       |
| =   | 19,93    | Josephus Lyles           | USA                     | Eugene 26 juni 2022               |                       |
| 69  | 19,95    | Nethaneel Mitchell-Blake | Storbritannien          | Tuscaloosa 14 maj 2016            |                       |
| =   | 19,95    | Akani Simbine            | Sydafrika               | Pretoria 4 mars 2017              |                       |
| =   | 19,95    | Aaron Brown              | Kanada                  | Lausanne 5 juli 2019              |                       |
| 72  | 19,96    | Kirk Baptiste            | USA                     | Los Angeles 8 augusti 1984        |                       |
| =   | 19,96    | Robson Caetano da Silva  | Brasilien               | Bryssel 25 augusti 1989           |                       |
| =   | 19,96    | Coby Miller              | USA                     | Sacramento 23 juli 2000           |                       |
| =   | 19,96    | Brendon Rodney           | Kanada                  | Edmonton 10 juli 2016             |                       |
| 76  | 19,97    | Obadele Thompson         | Barbados                | Yokohama 9 september 2000         | Nationsrekord         |
| =   | 19,97    | Curtis Mitchell          | USA                     | Moskva 16 augusti 2013            |                       |
| =   | 19,97    | Dedric Dukes             | USA                     | Gainesville, Florida 4 april 2014 |                       |
| =   | 19,97    | Femi Ogunode             | Qatar                   | Bryssel 11 september 2015         | Asiatiskt rekord      |
| =   | 19,97    | Julian Forte             | Jamaica                 | Bryssel 9 september 2016          |                       |
| =   | 19,97    | Adam Gemili              | Storbritannien          | Bryssel 9 september 2016          |                       |
| =   | 19,97    | Kyle Greaux              | Trinidad och Tobago     | Barranquilla 31 juli 2018         |                       |
| =   | 19,97    | Méba-Mickaël Zeze        | Frankrike               | La Chaux-de-Fonds 3 juli 2022     |                       |
| 84  | 19,98    | Marcin Urbas             | Polen                   | Sevilla 25 augusti 1999           | Nationsrekord         |
| =   | 19,98    | Jordan Vaden             | USA                     | Indianapolis 25 juni 2006         |                       |
| =   | 19,98    | Steve Mullings           | Jamaica                 | Berlin 20 augusti 2009            |                       |
| =   | 19,98    | Alex Wilson              | Schweiz                 | La Chaux-de-Fonds 30 juni 2019    | Nationsrekord         |
| 88  | 19,99    | Calvin Smith             | USA                     | Zürich 24 augusti 1983            |                       |
| =   | 19,99    | Rodney Martin            | USA                     | Eugene 6 juli 2008                |                       |
| =   | 19,99    | Rai Benjamin             | Antigua och Barbuda     | Paris 30 juni 2018                |                       |

Resultat markerade med A är noterade på hög höjd (2000 meter över havsnivån)